# Fußball-Weltmeisterschaft 2018/Spanien
Dieser Artikel behandelt die Spanische Fußballnationalmannschaft bei der Fußball-Weltmeisterschaft 2018. Spanien nahm zum fünfzehnten Mal an der Endrunde teil und erreichte das Achtelfinale.

## Qualifikation
Die Mannschaft qualifizierte sich über die Qualifikationsspiele des europäischen Fußballverbandes UEFA für die Weltmeisterschaft in Russland.

### Spiele
Spanien traf in der Gruppe G auf Italien, Albanien, Israel, Mazedonien und Liechtenstein. In den zehn daraus entstandenen Begegnungen trug die spanische Mannschaft neun Siege davon. Einmal – im zweiten Spiel – spielten sie remis. Spanien lieferte sich lange ein Kopf-an-Kopf-Rennen mit Italien, das im drittletzten Spiel durch einen 3:0-Heimsieg entschieden wurde.
Insgesamt setzte Nationaltrainer Julen Lopetegui, der nach der EM das Amt übernommen hatte, 34 Spieler ein, von denen 15 auch schon im EM-Kader standen. Zehn dieser Spieler kamen in mindestens fünf Spielen zum Einsatz, aber kein Spieler in allen zehn Spielen. Vier Spieler – Torhüter David de Gea, David Silva, Sergio Busquets und Kapitän Sergio Ramos – kamen in neun Spielen zum Einsatz. Álvaro Odriozola und Jonathan Viera hatten in den Qualifikationsspielen am 6. und 9. Oktober 2017 ihre ersten Länderspieleinsätze.
Spanien erzielte nach Belgien und Deutschland (beide 43) die meisten Tore in Europa und kassierte zusammen mit England die wenigsten Gegentore (beide drei).
Beste Torschützen waren mit je fünf Toren Álvaro Morata, David Silva, Diego Costa und Isco. Insgesamt trafen 14 Spanier und zudem profitierten sie von je einem Eigentor eines Liechtensteiners und eines Mazedoniers. Ihre ersten Länderspieltore in den Qualifikationsspielen erzielten Vitolo und Sergi Roberto (beim 8:0 gegen Liechtenstein im ersten Spiel), Nacho Monreal (beim 4:0 gegen Mazedonien), Rodrigo und Thiago (beim 3:0 im vorletzten Spiel gegen Albanien), Asier Illarramendi (beim 1:0 gegen Israel im letzten Spiel).
| Datum      | Spielort  | Gastgeber     |   | Gast          | Ergebnis  | Torschützen für Spanien                                                                                         |
| ---------- | --------- | ------------- | - | ------------- | --------- | --- |
| 05.09.2016 | León      | Spanien       | – | Liechtenstein | 8:0 (1:0) | Diego Costa (10., 66.), Sergi Roberto (55.), David Silva (59., 90+1.), Vitolo (60.), Álvaro Morata (82., 83.)   |
| 06.10.2016 | Turin     | Italien       | – | Spanien       | 1:1 (0:0) | Vitolo (55.) |
| 09.10.2016 | Shkodra   | Albanien      | – | Spanien       | 0:2 (0:0) | Diego Costa (55.), Nolito (63.)                                                                                 |
| 12.11.2016 | Granada   | Spanien       | – | Mazedonien    | 4:0 (1:0) | ET MKD (34.), Vitolo (63.), Nacho Monreal (84.), Aritz Aduriz (85.)                                             |
| 24.03.2017 | Gijón     | Spanien       | – | Israel        | 4:1 (2:0) | David Silva (13.), Vitolo (45+1.), Diego Costa (51.), Isco (88.)                                                |
| 11.06.2017 | Skopje    | Mazedonien    | – | Spanien       | 1:2 (0:2) | David Silva (15.), Diego Costa (27.)                                                                            |
| 02.09.2017 | Madrid    | Spanien       | – | Italien       | 3:0 (2:0) | Isco (13., 40.), Álvaro Morata (77.)                                                                            |
| 05.09.2017 | Vaduz     | Liechtenstein | – | Spanien       | 0:8 (0:4) | Sergio Ramos (3.), Álvaro Morata (15., 54.), Isco (16.), David Silva (39.), Iago Aspas (51., 63.), ET LIE (89.) |
| 06.10.2017 | Alicante  | Spanien       | – | Albanien      | 3:0 (3:0) | Rodrigo (16.), Isco (23.), Thiago (26.)                                                                         |
| 09.10.2017 | Jerusalem | Israel        | – | Spanien       | 0:1 (0:0) | Asier Illarramendi (76.)                                                                                        |

### Abschlusstabelle der Qualifikationsrunde
| Pl. | Mannschaft     | Sp. | S | U | N  | Tore    | Diff. | Punkte |
| --- | -------------- | --- | - | - | -- | ------- | ----- | ------ |
| 1.  | Spanien        | 10  | 9 | 1 | 0  | 036:300 | +33   | 28     |
| 2.  | Italien        | 10  | 7 | 2 | 1  | 021:800 | +13   | 23     |
| 3.  | Albanien       | 10  | 4 | 1 | 5  | 010:130 | −3    | 13     |
| 4.  | Israel         | 10  | 4 | 0 | 6  | 010:150 | −5    | 12     |
| 5.  | Nordmazedonien | 10  | 3 | 2 | 5  | 015:150 | ±0    | 11     |
| 6.  | Liechtenstein  | 10  | 0 | 0 | 10 | 001:390 | −38   | 0      |

## Vorbereitung

### Spiele
| Datum             | Ergebnis | Gegner           | Austragungsort   | Spanische Torschützen                                                       |
| ----------------- | -------- | ---------------- | ---------------- | --------------------------------------------------------------------------- |
| 11. November 2017 | 5:0      | Costa Rica       | Málaga           | Jordi Alba (6.), Álvaro Morata (23.), David Silva (51., 55.), Iniesta (73.) |
| 14. November 2017 | 3:3      | Russland         | Sankt Petersburg | Jordi Alba (9.), Sergio Ramos (35./Elfmeter, 53./Elfmeter)                  |
| 23. März 2018     | 1:1      | Deutschland (TV) | Düsseldorf       | Rodrigo (6.)                                                                |
| 27. März 2018     | 6:1      | Argentinien      | Madrid           | Diego Costa (12.), Isco (27., 52., 74.), Thiago (55.), Iago Aspas (73.)     |
| 3. Juni 2018      | 1:1      | Schweiz          | Villarreal       | Álvaro Odriozola (29.)                                                      |
| 9. Juni 2018      | 1:0      | Tunesien         | Krasnodar (RUS)  | Iago Aspas (84.)                                                            |

### Quartier
Teamquartier war die Fußballakademie des FK Krasnodar  in Krasnodar, wo die Mannschaft auch trainieren konnte.

## Kader
Der Kader wurde am 21. Mai bekannt gegeben. Nachdem am 12. Juni verkündet worden war, dass Julen Lopetegui nach der Weltmeisterschaft Cheftrainer von Real Madrid werde, wurde dieser einen Tag später – zwei Tage vor dem WM-Auftaktspiel gegen Portugal – entlassen und durch den Sportdirektor des spanischen Fußballverbands, Fernando Hierro, ersetzt.
| Position                                                             | Nr.     | Name              | Geburts- datum | Einsätze | Tore | Verein             | Debüt | Letzter Einsatz | Anzahl der Spiele | Tor | Gelbe Karte | Gelb-Rote Karte | Rote Karte | WM-Teilnahmen          | WM-Spiele (vor 2018) | WM-Tore (vor 2018) |
| -------------------------------------------------------------------- | ------- | ----------------- | -------------- | -------- | ---- | ------------------ | ----- | --------------- | ----------------- | --- | ----------- | --------------- | ---------- | ---------------------- | -------------------- | ------------------ |
| Tor                                                                  | 01      | David de Gea      | 07.11.1990     | 29       | 0    | Manchester United  | 2014  | 09.06.2018      | 4                 |     |             |                 |            | 2014                   | 0                    | 0                  |
| Tor                                                                  | 13      | Kepa              | 03.10.1994     | 1        | 0    | Athletic Bilbao    | 2017  | 11.11.2017      |                   |     |             |                 |            |                        |                      |                    |
| Tor                                                                  | 23      | Pepe Reina        | 31.08.1982     | 36       | 0    | SSC Neapel         | 2005  | 09.10.2017      |                   |     |             |                 |            | 2010, 2014             | 0                    | 0                  |
| Abwehr                                                               | 18      | Jordi Alba        | 21.03.1989     | 62       | 8    | FC BarcelonaD      | 2011  | 09.06.2018      | 4                 |     |             |                 |            | 2014                   | 3                    | 0                  |
| Abwehr                                                               | 14      | César Azpilicueta | 28.08.1989     | 22       | 0    | FC ChelseaP        | 2013  | 03.06.2018      |                   |     |             |                 |            | 2014                   | 2                    | 0                  |
| Abwehr                                                               | 02      | Dani Carvajal     | 11.01.1992     | 15       | 0    | Real MadridC       | 2014  | 27.03.2018      | 3                 |     |             |                 |            |                        |                      |                    |
| Abwehr                                                               | 16      | Nacho Monreal     | 26.02.1986     | 22       | 1    | FC Arsenal         | 2009  | 03.06.2018      |                   |     |             |                 |            |                        |                      |                    |
| Abwehr                                                               | 04      | Nacho             | 18.01.1990     | 17       | 0    | Real MadridC       | 2013  | 09.06.2018      | 2                 | 1   |             |                 |            |                        |                      |                    |
| Abwehr                                                               | 12      | Álvaro Odriozola  | 14.12.1995     | 4        | 1    | Real Sociedad      | 2017  | 09.06.2018      |                   |     |             |                 |            |                        |                      |                    |
| Abwehr                                                               | 03      | Gerard Piqué      | 02.02.1987     | 98       | 5    | FC BarcelonaD      | 2009  | 09.06.2018      | 4                 |     |             |                 |            | 2010, 2014             | 8                    | 0                  |
| Abwehr                                                               | 15      | Sergio Ramos      | 30.03.1986     | 152      | 13   | Real MadridC       | 2005  | 09.06.2018      | 4                 |     |             |                 |            | 2006, 2010, 2014       | 13                   | 0                  |
| Mittelfeld                                                           | 05      | Sergio Busquets   | 16.07.1988     | 103      | 2    | FC BarcelonaD      | 2009  | 09.06.2018      | 4                 |     | 1           |                 |            | 2010, 2014             | 9                    | 0                  |
| Mittelfeld                                                           | 06      | Andrés Iniesta    | 11.05.1984     | 127      | 14   | FC BarcelonaD      | 2006  | 09.06.2018      | 4                 |     |             |                 |            | 2006, 2010, 2014       | 10                   | 2                  |
| Mittelfeld                                                           | 08      | Koke              | 08.01.1992     | 40       | 0    | Atlético MadridE   | 2013  | 09.06.2018      | 3                 |     |             |                 |            |                        |                      |                    |
| Mittelfeld                                                           | 07      | Saúl              | 21.11.1994     | 10       | 0    | Atlético MadridE   | 2016  | 03.06.2018      |                   |     |             |                 |            |                        |                      |                    |
| Mittelfeld                                                           | 21      | David Silva       | 08.01.1986     | 121      | 35   | Manchester CityM   | 2006  | 09.06.2018      | 4                 |     |             |                 |            | 2010, 2014             | 5                    | 0                  |
| Mittelfeld                                                           | 10      | Thiago            | 11.04.1991     | 29       | 2    | FC Bayern MünchenM | 2011  | 09.06.2018      | 2                 |     |             |                 |            |                        |                      |                    |
| Sturm                                                                | 20      | Marco Asensio     | 21.01.1996     | 12       | 0    | Real MadridC       | 2016  | 09.06.2018      | 3                 |     |             |                 |            |                        |                      |                    |
| Sturm                                                                | 17      | Iago Aspas        | 01.08.1987     | 10       | 5    | Celta Vigo         | 2016  | 09.06.2018      | 3                 | 1   |             |                 |            |                        |                      |                    |
| Sturm                                                                | 19      | Diego Costa       | 07.10.1988     | 20       | 7    | Atlético MadridE   | 2014  | 09.06.2018      | 4                 | 3   |             |                 |            | 2014                   | 2                    | 0                  |
| Sturm                                                                | 22      | Isco              | 21.04.1992     | 28       | 10   | Real MadridC       | 2013  | 09.06.2018      | 4                 | 1   |             |                 |            |                        |                      |                    |
| Sturm                                                                | 09      | Rodrigo           | 06.03.1991     | 6        | 2    | FC Valencia        | 2014  | 09.06.2018      | 3                 |     |             |                 |            |                        |                      |                    |
| Sturm                                                                | 11      | Lucas Vázquez     | 01.07.1991     | 7        | 0    | Real MadridC       | 2016  | 09.06.2018      | 2                 |     |             |                 |            |                        |                      |                    |
| Trainerstab                                                          | Trainer | Fernando Hierro   | 23.03.1968     | 89       | 29   |                    | 2018  |                 |                   |     |             |                 |            | 1990, 1994, 1998, 2002 | 12                   | 5                  |
| Stand Einsätze und Tore: 9. Juni 2018, nach dem Spiel gegen Tunesien |         |                   |                |          |      |                    |       |                 |                   |     |             |                 |            |                        |                      |                    |
| 1. 2. 3. 4. 5.                                                       |         |                   |                |          |      |                    |       |                 |                   |     |             |                 |            |                        |                      |                    |

## Endrunde

### Gruppenauslosung
Für die Auslosung der Qualifikationsgruppen am 1. Dezember waren die Spanier Topf 2 zugeordnet und konnten daher in eine Gruppe mit Titelverteidiger Deutschland, Rekordweltmeister Brasilien, Vizeweltmeister Argentinien oder Gastgeber Russland gelost werden. Spanien wurde der Gruppe B mit Europameister Portugal als Gruppenkopf und den Mannschaften aus dem Iran und Marokko zugelost. Portugal ist zusammen mit Frankreich zweithäufigster Gegner der Spanier, die von 35 Spielen 16 gegen den Nachbarn gewannen und sechs verloren. Dreizehnmal trennten sich beide remis. Gegen Marokko gab es zwei Siege in der Qualifikation für die WM 1962. Gegen den Iran hatte Spanien noch nie gespielt.

### Spiele der Gruppenphase / Gruppe B
| Pl. | Land     | Sp. | S | U | N | Tore    | Diff. | Punkte |
| --- | -------- | --- | - | - | - | ------- | ----- | ------ |
| 1.  | Spanien  | 3   | 1 | 2 | 0 | 006:500 | +1    | 05     |
| 2.  | Portugal | 3   | 1 | 2 | 0 | 005:400 | +1    | 05     |
| 3.  | Iran     | 3   | 1 | 1 | 1 | 002:200 | ±0    | 04     |
| 4.  | Marokko  | 3   | 0 | 1 | 2 | 002:400 | −2    | 01     |
|     |          |     |   |   |   |         |       |        |

| Fr., 15. Juni 2018, 21:00 Uhr (20:00 Uhr MESZ) in Sotschi |   |         |           |                                   |
| Portugal                                                  | – | Spanien | 3:3 (2:1) | 24., 55.′ Diego Costa, 58.′ Nacho |
| Mi., 20. Juni 2018, 21:00 Uhr (20:00 Uhr MESZ) in Kasan   |   |         |           |                                   |
| Iran                                                      | – | Spanien | 0:1 (0:0) | 58.′ Diego Costa                  |
| Mo., 25. Juni 2018, 20:00 Uhr (MESZ) in Kaliningrad       |   |         |           |                                   |
| Spanien                                                   | – | Marokko | 2:2 (1:1) | 19′ Isco, 90+1′ Aspas             |

### Spiele der K.-o.-Runde
Zum Abschluss der Gruppenphase wies Spanien die gleiche Punktzahl und Tordifferenz wie Portugal auf, belegte damit aufgrund der höheren Anzahl Tore den ersten Platz in der Gruppe und traf am 1. Juli in Moskau auf Gastgeber Russland, gegen den die Mannschaft mit 3:4 nach Elfmeterschießen verlor und aus dem Turnier ausschied.
| Do., 1. Juli 2018, 17:00 Uhr (16:00 Uhr MESZ) in Moskau (Olympiastadion Luschniki) |   |          |                                 |                     |
| Spanien                                                                            | – | Russland | 1:1 n. V. (1:1, 1:1), 3:4 i. E. | 11.′ Ignaschewitsch |